# Le Roi Carotte

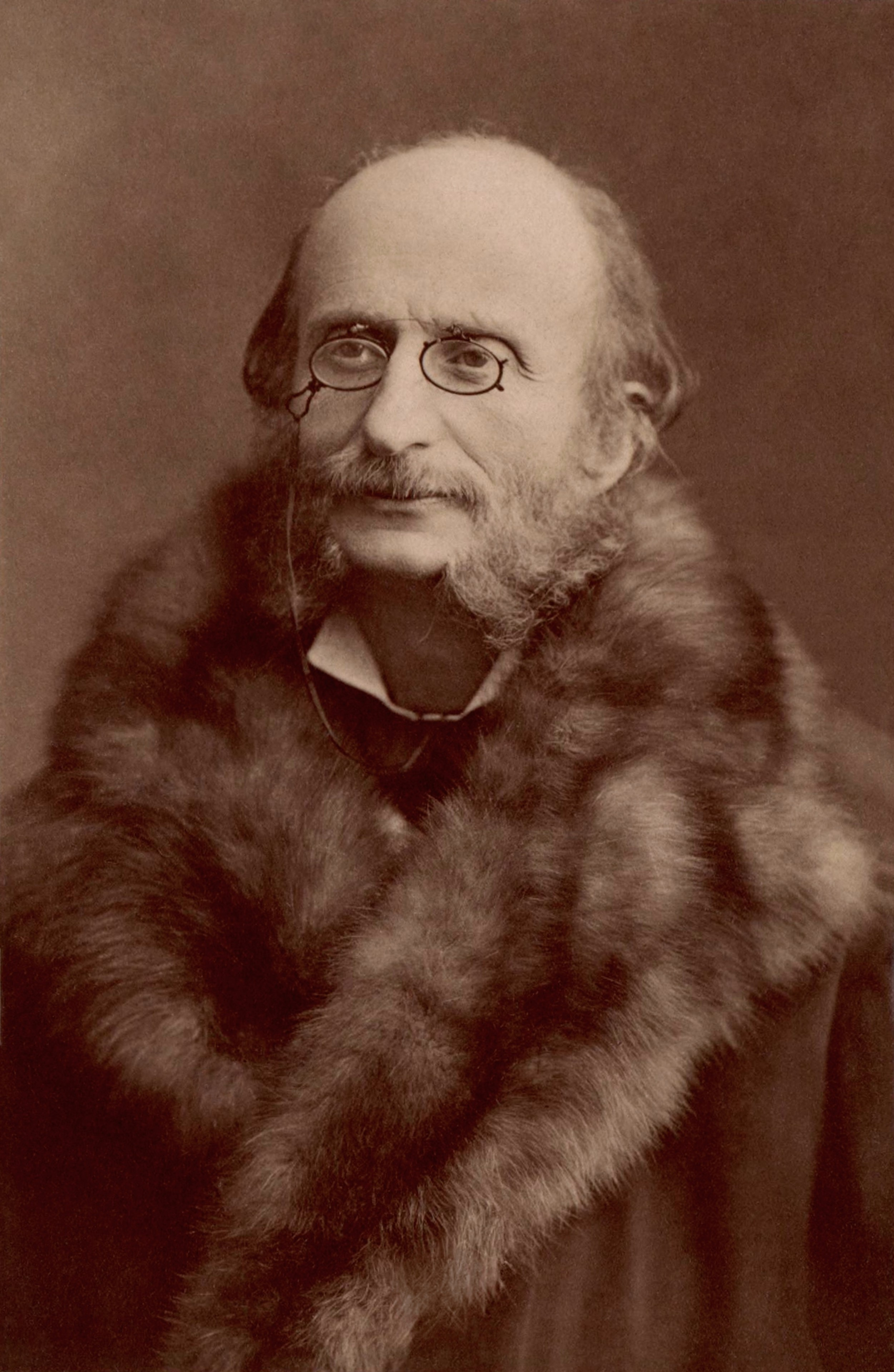
Jacques Offenbach

Le Roi Carotte (Kung Morot) är en opéra-bouffe-féerie i fyra akter och nitton tablåer från 1872 med musik av Jacques Offenbach och libretto av Victorien Sardou efter E. T. A. Hoffmann. Librettot, skrivet före det franska nederlaget i Fransk-tyska kriget 1871, drev med Bonapartister, monarkister och republikaner. Offenbach bearbetade senare verket till en opérette-féerie i tre akter och elva tablåer.
La Roi Carotte tillkom vid en tid då féerie (sagospel) var på modet och verket var det första samarbete mellan Offenbach och Sardou. 

## Historia
Den 23 oktober 1869 skrev tidningen Le Figaro att Offenbach och Sardou hade skrivit kontrakt med teaterdirektören Maurice Boulet på Théâtre de la Gaîté om en "stor opéra-bouffe i tre akter och 22 tablåer med premiär den 15 oktober 1870". Den 22 maj 1870 meddelades det att verket var Roi Carotte - nu bestående av 24 tablåer.
Enligt André Martinet, författare till en biografi över Offenbach, ville Sardou med detta arbete "dra horoskopet till imperiet för dess förestående slut". Om denna avsikt, skriven i efterhand, är ifrågasatt är det säkert att de två scenerna i Pompeji fanns med från början av projektet: "Jag har länge drömt om en lysande uppståndelse i Pompeji; Jag kommer att uppfylla denna önskan från alla pilgrimer i Vesuvius: Om dessa ruiner kunde komma till liv igen!" skulle Sardou ha sagt till Offenbach.
Le Roi Morot var inspirerad av E.T.A. Hoffmanns berättelse om Klein Zaches, genannt Zinnober (Lille Zachris, kallad Cinober) publicerad 1819. Långt senare skulle Offenbach och librettisten Jules Barbier använda sig av berättelsen i första akten av Hoffmanns äventyr i form av arian Chanson de Kleinzach. Kleinzach var också namnet på en vinthund som Offenbach skaffade sig 1880.
Skrivandet av libretton pågick under ganska lång tid och krävde många utbyten mellan librettist och kompositör. I ett brev från den 14 juli 1870 avsänt från Étretat skrev Offenbach till Sardou: "Jag har fått den första akten. Jag håller med dig, den är för lång. Och fastän jag har gjort min musik, då vi måste gå snabbt fram, ser jag ser klart vad jag ska göra: ta bort hela första tablån. (...) Du har rätt att vilja blanda scenerna VI och VII. Fridolin-Cunégonde-duon är inte för lång. Det förekommer bara lite sent på scenen: du kommer att se av det som jag skickade dig att jag har klippt i ensemblerna och jag lämnade bara allt som jag tyckte skulle förbli.
I september 1871 började arbetet med att engagera extra sångare till kören och komma upp till 75 korister och i oktober är ensemblen fastställd: förutom huvudrollerna krävs 30 skådespelare, 45 dansar, 150 statister och en orkester med 45 musiker. Repetitionerna började i mitten av oktober med en presentation av musiken och librettot för artisterna. Verket bestod då av tre akter och tjugotvå tablåer, inklusive "en balett och underhållning" och kräver tillverkning av 1 550 dräkter. I januari delas andra akten upp till sin slutliga form i fyra akter.
Operetten hade premiär på Théâtre de la Gaîté den 15 januari 1872. I första omgången spelades den 195 gånger och inbringade en daglig vinst om 3 000 francs.
På grund av de stora tekniska utmaningarna och den sex timmar långa speltiden fick verket ingen nypremiär i Paris. Opérette-féerie-versionen sattes upp i Lyon den 15 december 2015.

## Personer
| Roller | Röststämma  | Premiärbesättning 15 januari 1872 (Dirigent: Jacques Offenbach) |
| --- | ----------- | --------------------------------------------------------------- |
| Prins Fridolin XXIV | tenor       | Charles Masset                                                  |
| Prinsessan Cunégonde | sopran      | Anna Judic                                                      |
| Robin-Luron | mezzosopran | Zulma Bouffar                                                   |
| Rosée du soir | sopran      | Jacqueline Seveste                                              |
| Kung Morot | tenor       | Vicini                                                          |
| Trollkvinnan Coloquinte | mezzosopran | Mariani                                                         |
| Pipertrunck, polischef | bas         | Soto                                                            |
| Quiribibi, en trollkarl |             | Aurèle                                                          |
| Truck, nekromant | bas         | Alexandre                                                       |
| Baron Koffre, skattmästare |             | Pierre Grivot                                                   |
| Comte Schopp, en rådgivare |             | Colleuille                                                      |
| Comtesse Schopp, hans hustru |             | Stéphane                                                        |
| Fieldmarshal Trac, en minister | tenor       | Delorme                                                         |
| Unga män och kvinnor, stadsbor, studenter, riddare, beväpnade män, kungens kortege, morötter, rödbetor, kålrötter, rädisor; köpmän från Pompeji, Cybèles präster, flöjtister, etiopiska clowner, gitarrister och harpspelare, syriska och grekiska dansare, slavar, fria män, barn, bönder, soldater; myror, skalbaggar, gräshoppor, löss, nyckelpigor, cikador, fjärilar, trollsländor, bin, getingar; musiker, hovfolk, damer, servitörer |             |                                                                 |

## Handling
Akt I: Scen 1

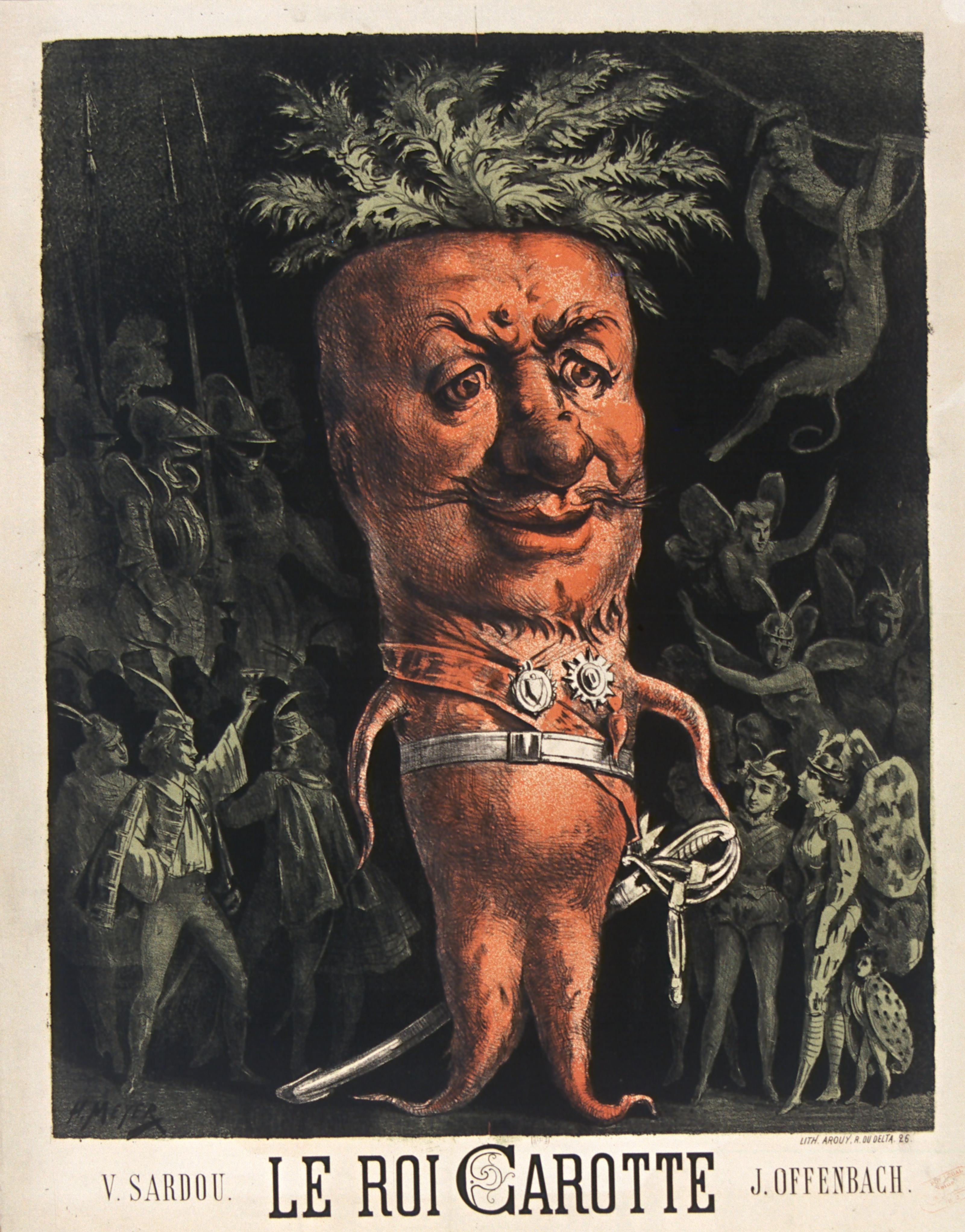
Affisch från 1892.

Det är skymning. Kung Fridolin XXIV har, förklädd till student, begivit sig till ett brasserie där han förklarar för sina ministrar att hans ungdoms vilda liv har fördärvat hans kungarike. Han har därför bestämt sig för att gifta sig med prinsessan Cunégonde. Osäker på huruvida hon är vacker hoppas han iaktta hennes ankomst osedd. Studenten Robin-Luron sjunger om studentlivets utsvävningar. Fridolin frågar Robin-Luron vad han anser om kungen och hans styre. Robin-Luron svarar hånfullt om kungens behov av pengar. Han känner igen kungen och erbjuder sig att köpa alla vapen i palatset. Allt medan Fridolin överväger erbjudandet anländer Cunégonde inkognito i hopp om att få en titt på Fridolin innan hon bestämmer sig för att gifta sig med honom. Fridolin och Cunégonde flirtar och hon ber om hans åsikt angående kungen. Fridolin prisar sig själv och bestämmer sig för att gifta sig med henne. Han diskuterar med sina ministrar om hans vapensamling är förbannad eller om hans palats är hemsökt. Natten faller medan de marscherar iväg för att inspektera.
Akt I: Scen 2
I vindskupan hos häxan Coloquinte. Rosée du soir, dottern till paladinen av Mähren, vaknar. Hon har drömt om Fridolin som hon har älskat i sex år. Robin-Luron anländer och hävdar att studenter har hemlig kunskap om gömda platser. De planerar att fly. Coloquinte kommer in och hon och Robin-Luron grälar om deras magiska krafter. Han går och Coloquinte bannar Rosée för att släppt in honom. 
Akt I: Scen 3
I trädgården till palatset välkomnas Cunégonde med en fanfar. Fridolin anländer sent och presenterar sig för Cunégonde som kungen. De fortsätter sin flirt och alla dansar. Plötsligt avbryts allt då en främling anländer. Kung Morot och hans hov av dansande grönsaker gör entré. Robin-Luron känner igen Moroten som en rivaliserande trollkarl. Coloquinte svingar sitt magiska spö och kontrollerar hopens rörelser. Alla kvinnor tjusas av kung Morot. När han nyser, nyser även Fridolin och när han dricker blir Fridolin berusad. Fridolin försöker dansa för att bevisa att han är nykter men gör sig bara till åtlöje. Hopen förstummas av ett konstigt ljud. Det är den kungliga vapensamlingen som marscherar in och förbannar Fridolin. Hopen ropar på dödsstraff men Robin-Luron försvarar Fridolin. Hopen prisar kung Morot, som ersätter Fridolin som kung medan Cunégonde faller in hans armar.
Akt II
Fridolin, hans trogna följeslagare Truck, Pipertrunck, Rosée du soir och Robin-Luron kommer till den gamle trollkarlen Kiribibi för att be honom bryta Coloquintes förbannelse. Trollkarlen ber dem att döda honom för att bryta förtrollningen. De gör så och han förvandlas till en ung man. Han skickar iväg dem till det antika Pompeji för att hitta en förtrollad ring som ska hjälpa dem att besegra kung Morot. De anländer till Pompeji precis före utbrottet och lyckas få tag i den förtrollade ringen.
Akt III
Kung Morot möter några tiggare (Robin-Luron, Pipertrunck och Rosée du soir utklädda) som letar efter Fridolin, som har försvunnit men de hittar honom inte i palatset. Cunégonde möter Fridolin och stjäl den magiska ringen för att hindra honom från att besegra kung Morot. Häxan skickar iväg Fridolin till insekternas land. Ett uppror startat emot kung Morot på grund av dennes ökade priser och orättvisor. Hopen återinsätter Fridolin på tronen. Häxan trollar bort kung Morot. Fridolin gifter sig med Rosée du soir.